# Castello di Tures
Il castello di Tures (in tedesco Burg Taufers) è un castello medioevale che sorge presso Campo Tures, nella Val di Tures, una perpendicolare della Val Pusteria.
Il castello si erge su un promontorio che forma una chiusa naturale, chiamata Klapf, la quale dà geograficamente inizio alla Valle Aurina, mentre la località Drittelsand, posta a settentrione del castello, appartiene ancora al comune di Campo Tures.

## Storia
Originariamente di proprietà dei signori di Taufers, nobiliari e dinasti, nonché dal 1215 ministeriali della chiesa vescovile di Bressanone che lo eressero nel primissimo Duecento, fu trasformato in abitazione residenziale nel XV-XVI secolo.
Dopo una fase di decadenza, il castello è stato rimesso in sesto nel secondo dopoguerra dall'abate benedettino Hieronymus Gassner, originario di Ybbsitz nella Bassa Austria. Dal 1977 il Castello è stato acquistato dal Südtiroler Burgeninstitut ("Istituto sudtirolese per il mantenimento dei castelli"). Oggi è uno dei più interessanti castelli medioevali della provincia autonoma di Bolzano. In tutto sono presenti 64 stanze, 24 delle quali sono interamente in legno. Nella cappella ci sono affreschi della scuola di Michael Pacher. Interessanti sono anche l'armeria, la biblioteca, la stanza dei principi (la Fürstenzimmer) e la sala delle udienze. Nei sotterranei c'è il carcere. Il castello è visitabile in giorni prestabiliti e ospita di volta in volta mostre e concerti.

## Margarethe von Taufers
Secondo la leggenda, la giovane contessa Margarethe von Taufers era promessa in sposa ad un rampollo di alto lignaggio, ma si invaghì del capitano delle guardie del castello e decise di sposarlo. La famiglia era contraria a quel matrimonio e il padre ingaggiò un sicario che uccise lo sposo, forse vicino all'altare. La contessa visse nella disperazione per sette anni, finché si suicidò gettandosi dalla finestra. La leggenda vuole che il suo spirito sia stato visto aleggiare ancora nella stanze del castello. 
Nel 2015 la leggenda è stata riadattata in forma concertuale ricorrendo a musiche (che tuttavia non trattano direttamente dei fatti) del nobile, trovatore e poeta cortese Oswald von Wolkenstein. La rappresentazione andò in scena a Moniga del Garda, a Bologna e a Bergamo.

## Nei media
Nel castello di Tures nel 1972 è stato girato il film La più bella serata della mia vita, di Ettore Scola e con Alberto Sordi, tratto dal racconto La panne. Una storia ancora possibile di Friedrich Dürrenmatt. Il particolare del fantasma fu ricordato da Sordi durante le riprese del film.
Il castello è anche una delle ambientazioni della serie televisiva italiana Le ali della vita per la regia di Stefano Reali, con protagoniste Virna Lisi e Sabrina Ferilli.